# Kadumi
Kadumi – wieś w Chorwacji, w żupanii istryjskiej, w mieście Poreč. W 2011 roku liczyła 216 mieszkańców.